# Kalotadámosi református templom
Kalotadámos első írásos említése 1408-ból való, ekkor Damus néven jegyzik. A honfoglalástól királyi birtok volt, majd a 14. században Sebesvár urának, majd a 15. századtól a Bánffy család tulajdonában volt.

## Története és leírása
Templomának építési idejére nincsenek pontos adatok, a 13-14. században épülhetett. 
Gótikus kori építésére utal néhány máig megmarad stílusforma, a nyolcszög három oldalával záródó szentély, a fali szentségfülke, a torony alatti nyugati kapu.
Az eredetileg római katolikus templom a gyülekezetével együtt reformátussá lett és 1606-ban már mint népes református anyaegyház szerepel.
A templom első okleveles említése 1701-ből származik, ekkor általános javításokat végeztek rajta. Fatornyát kőtoronnyal helyettesítették. Ekkori a szószék koronája is, melynek hangvetőjét a nyugati karzat két szélső kazettáival együtt a segesvári Felvinci mester készítette. Az Umling család háromszor dolgozott a templomban. 1746-ban idősebb Umling Lőrinc készítette az úrasztalát, a déli bejárati ajtót, és javította, illetve kiegészítette a szószéket. Jellegzetes tulipános, gránátalmás motívumai eredeti színvilágukat megőrizve maradtak fenn a szószékkosár oldalain és az úrasztalon. Az úrasztalon az alábbi felirat olvasható: „Péld: 9. Vs. 5. Jövétek / el Éljetek az Étkemel, És / Igyatok a ’Borban mellyet Töltök 1746”.
1753-ban idősebb Umling Lőrinc újra dolgozott a templomban. Vintze János és, Tsoma János és Bálint András megrendelésére felújította a nyugati karzatot. Felvinci tábláit átfestev ugyan, de megőrizte. A karzatra vezető lépcső festett mellvédjén jellegzetes Umling-féle virágos festések találhatók a következő felirattal:  „E Gradits táblájai tsinalodtak Miklós János és Györgyi / Horvát György szolgalegények ANNO 1753”. 1753-ban padokat is készített Umling az eklézsia költségén.
1774-ben Umling Lőrinc fiával, Jánossal együtt elkészítette a hajó 41 és a szentély 40 táblából álló famennyezetét, a keleti karzatot, a zsoltárostáblát, felújították a szószékkorona és a padok festését.  A virágos reneszánsz stílusú táblák díszítései között pelikánt, ősdarut, szarvast, szőlőt, madarakat és páva ábrázolást találunk.
Az orgona ismeretlen mester munkája 1813-ból. A beépítésekor fölöslegessé vált karzatmellvéd darabokat a budapesti Néprajzi Múzeum őrzi. 1868-ban újabb pad került a templomba, melyet Szakács Pál csináltatott a maga költségén.  A csodálatos kilátást nyújtó harangtoronyban található harang 1872-ben a kolozsvári Andrásovszky János műhelyében készült.

## Képgaléria

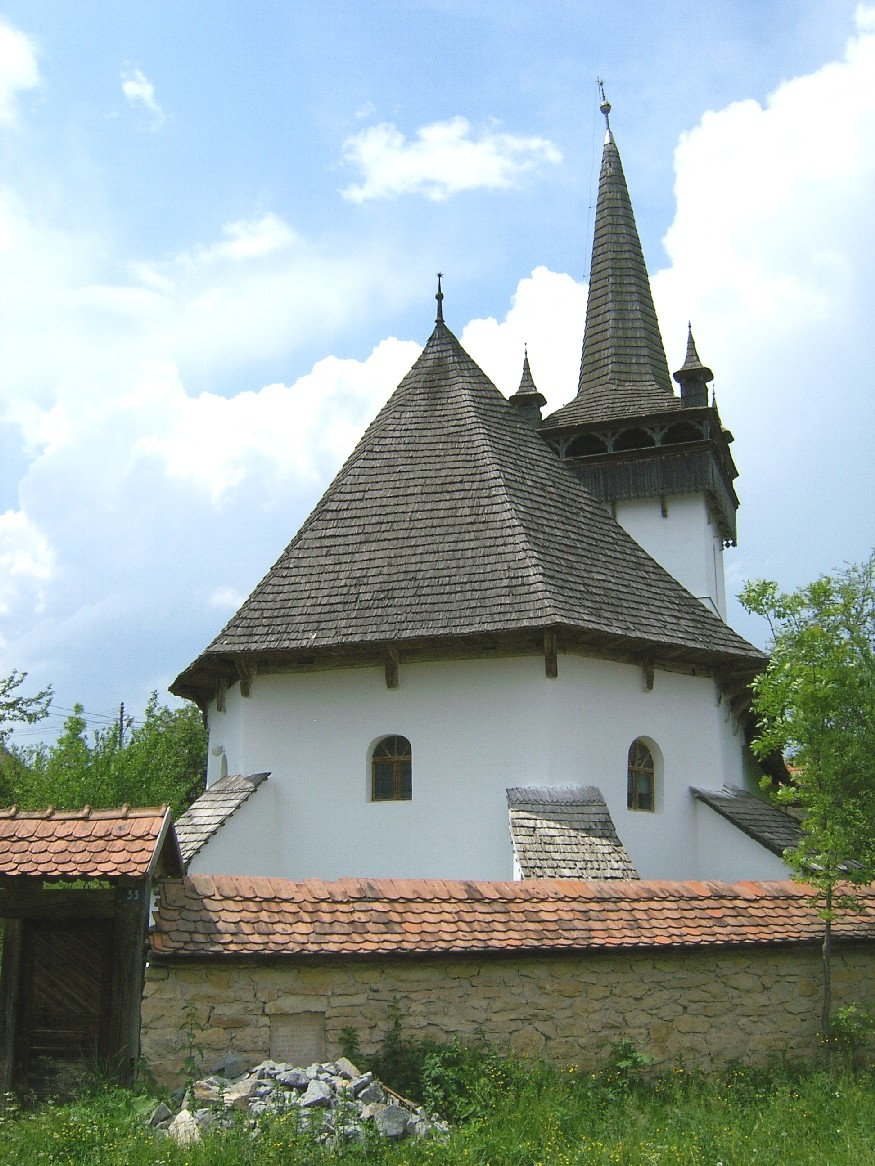
Kalotadámos református temploma
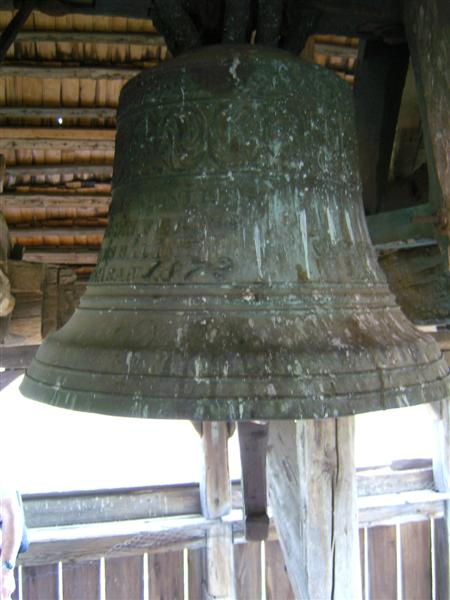
Kalotadámosi templom harangja
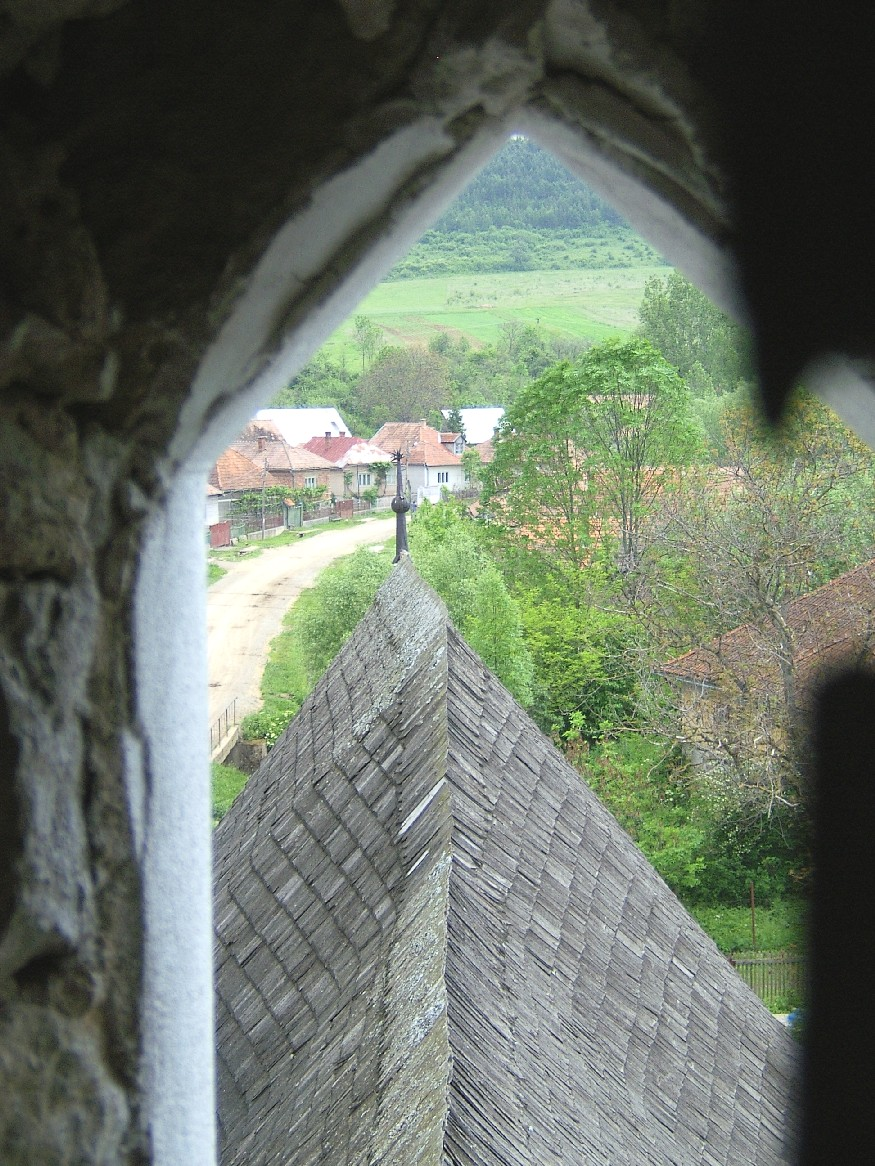
Kalotadámos a templom toronyból
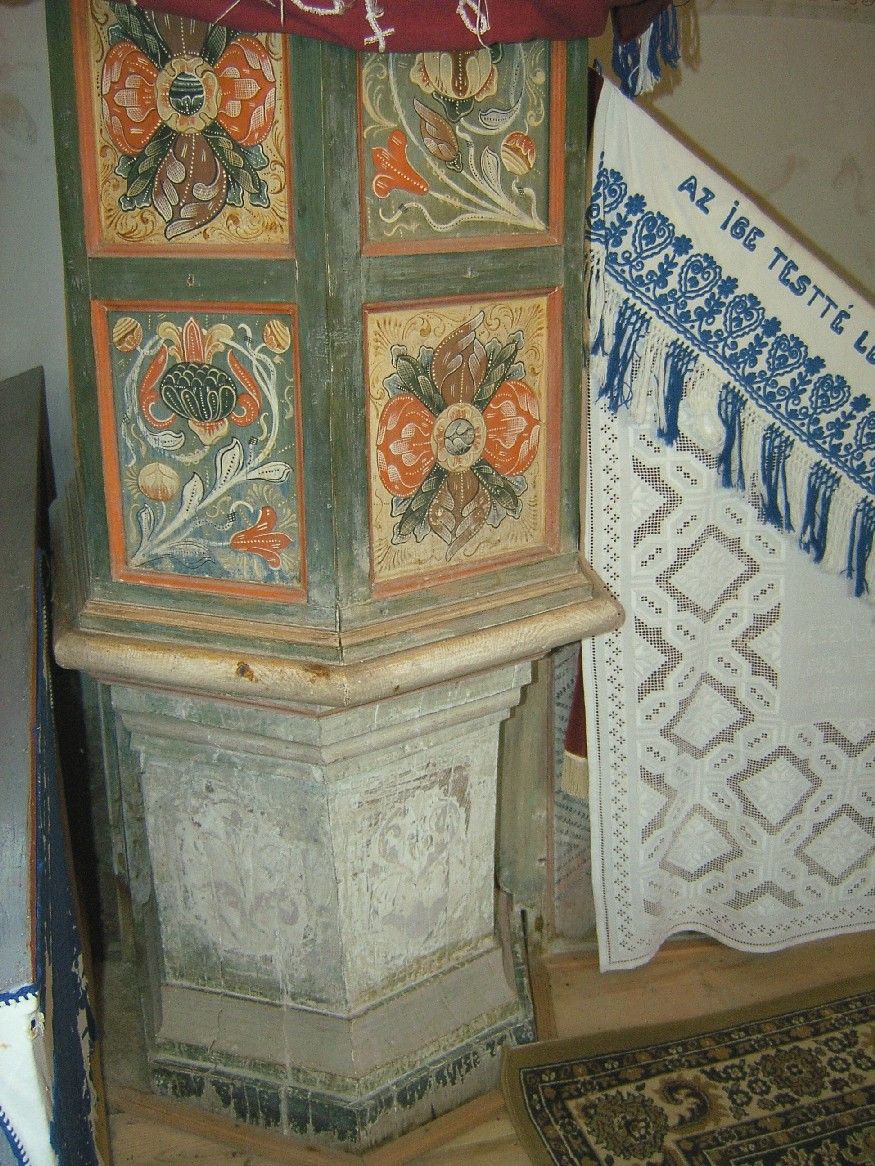
Kalotadámosi templom szószéke
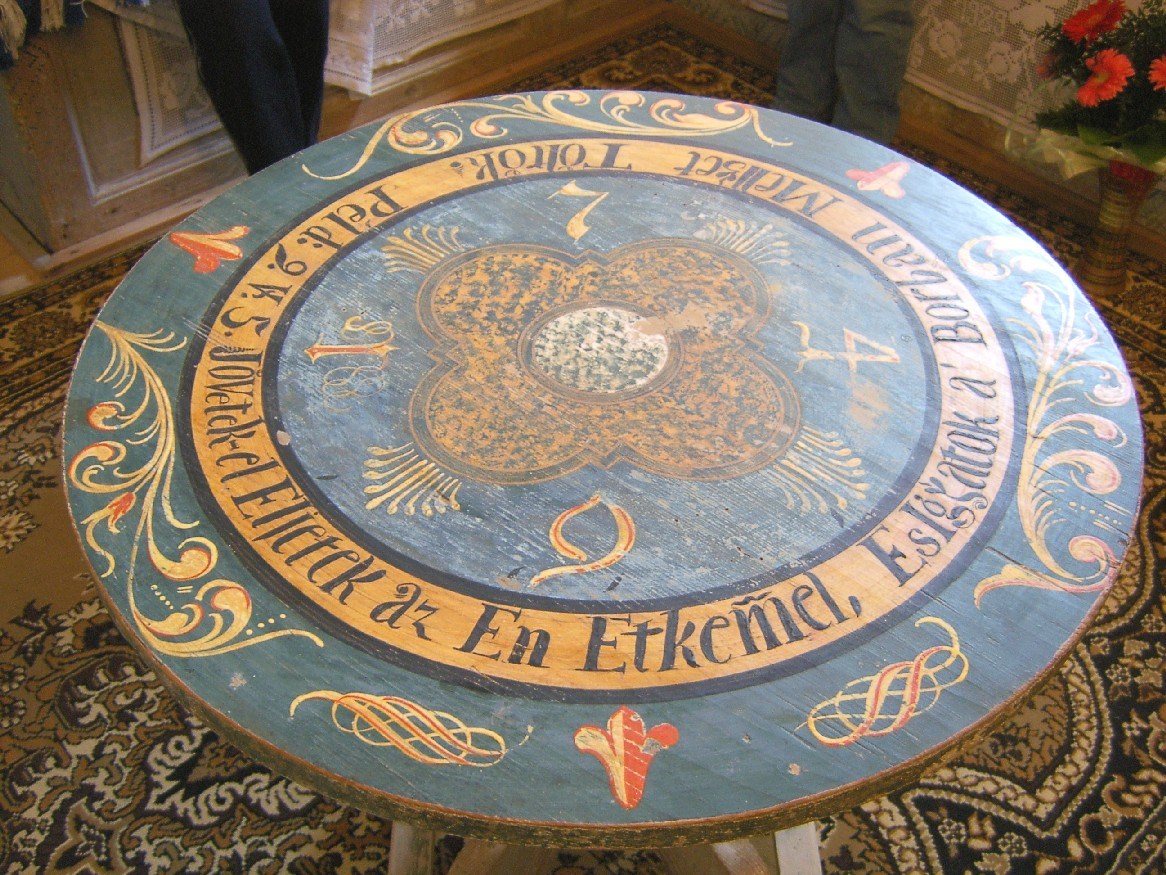
Kalotadámosi templom úrasztala
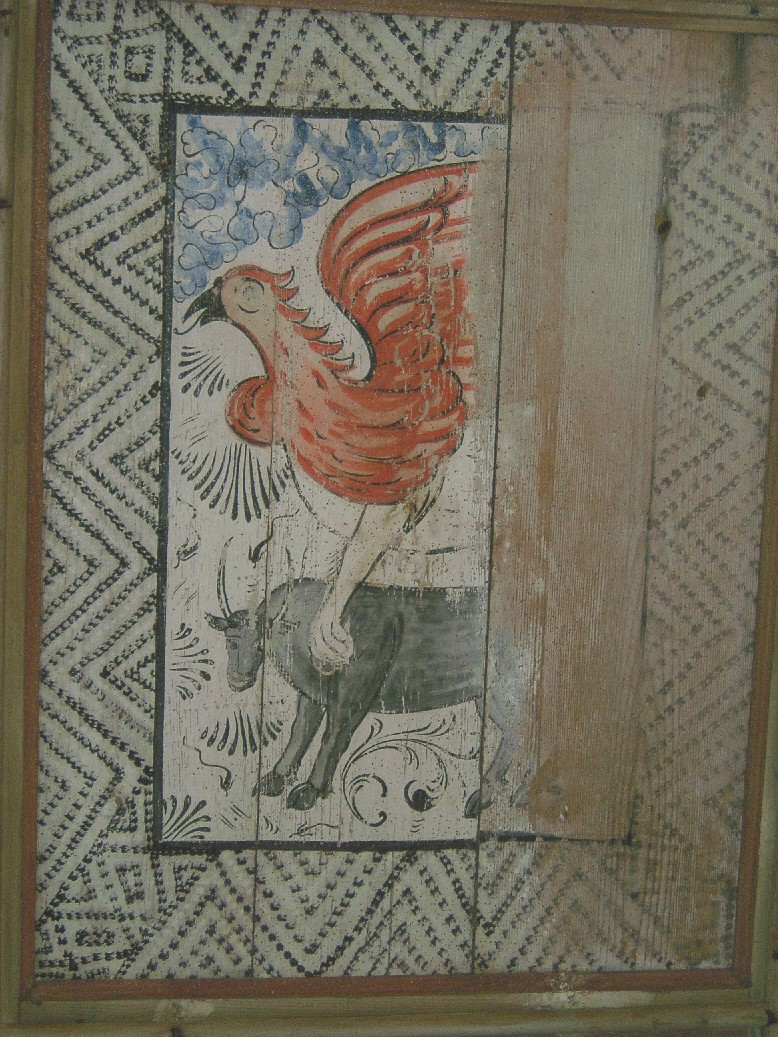
Fekete bivalyt emelő vörös kakas Kalotadámos templomából
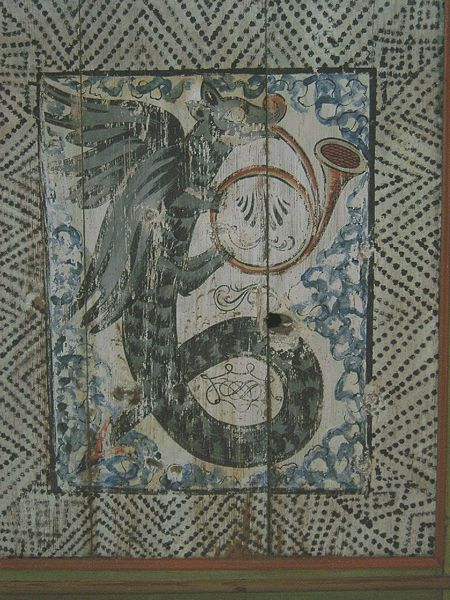
A bak csillagkép és a téli napforduló hurkos farkú sárkánya Kalotadámos templomából
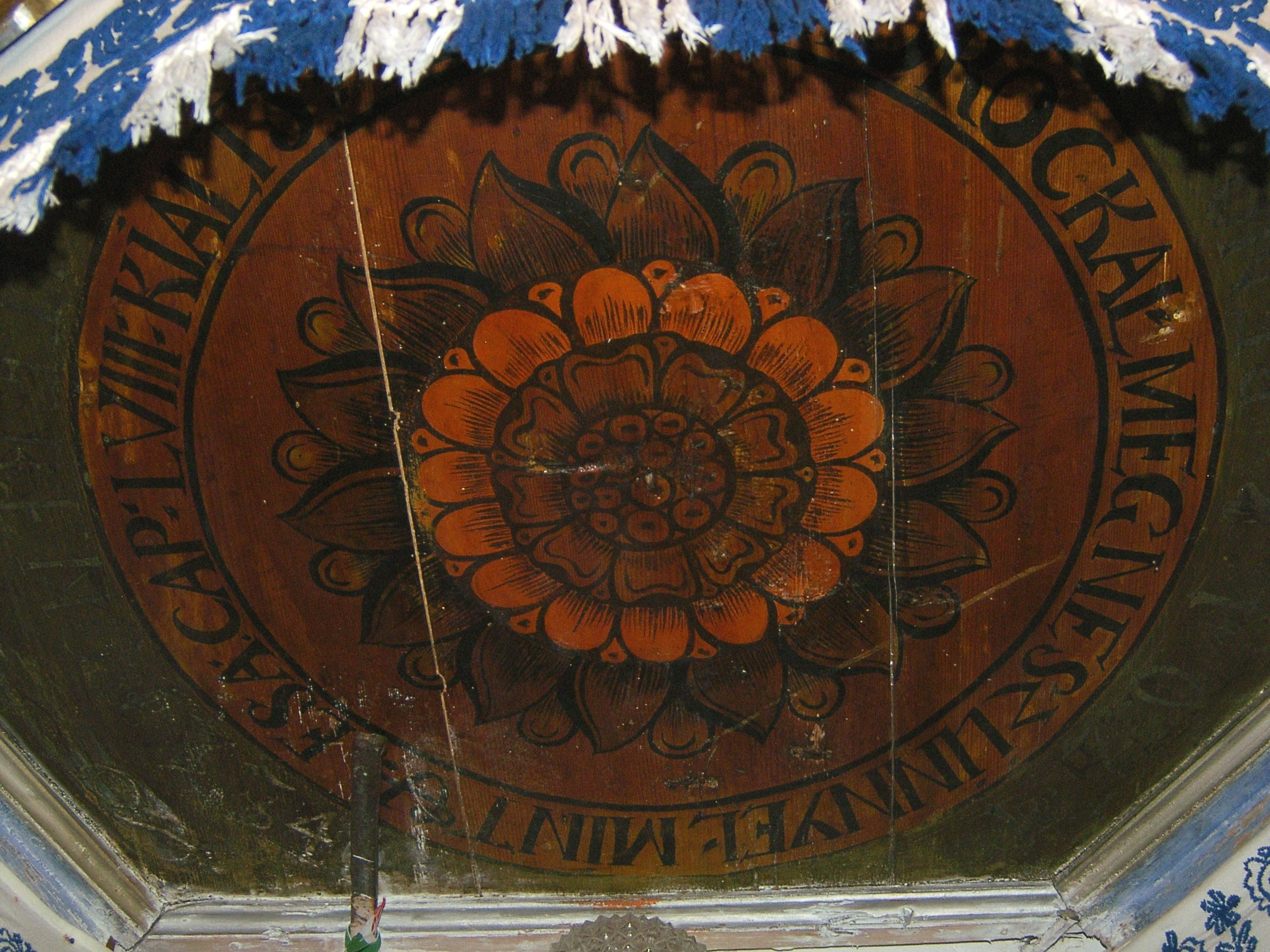
Kalotadámosi szószékkorona

## Külső hivatkozások
- www.erdelyiturizmus.hu
- Kalotaszeg honlapja – kalotaNET
- – Kalotaszentkirály község monográfiája Archiválva 2008. február 22-i dátummal a Wayback Machine-ben